# ای سی جی (خرده فرهنگ)
ای سی جی یا  ACG اصطلاحی است که در برخی از خرده فرهنگ‌های چین بزرگ و شرق آسیا استفاده می‌شود. از آنجا که در فرهنگ ژاپنی و آسیای شرقی یک پیوند قوی اقتصادی و فرهنگی بین انیمه، مانگا و بازی‌ها وجود دارد، اصطلاح ACG برای توصیف این پدیده در زمینه‌های نسبی استفاده می‌شود. این اصطلاح به ویژه به انیمه ژاپنی، مانگا و بازی ویدئویی اشاره دارد.